# Стыдливый во дворце
«Стыдливый во дворце» или «Застенчивый во дворце» (исп. El vergonzoso en palacio) — комедия испанского писателя Тирсо де Молины, впервые опубликованная в 1621 году в составе сборника «Толедские виллы». Время написания пьесы неизвестно, разные исследователи предполагают, что это мог быть 1606 или 1611/12 год.
Существует мнение, что в «Стыдливом во дворце», как и в ряде других своих комедий, Тирсо отошёл от принципов реализма, характерных для его литературного учителя Лопе де Вега, и слишком злоупотреблял внешними эффектами.